# 鉄道伝説
『鉄道伝説』（てつどうでんせつ）は、BSフジで放送されているドキュメンタリー番組のシリーズ。

## 概要
莫大な数の人々と英知を尽くして発展してきた日本鉄道史の「伝説」を紹介する番組。ナレーションによる解説、当事者へのインタビュー、再現ドラマにより構成されている。
2014年10月から2015年3月までの第5シーズンのみ「時代を彩った鉄道たち 〜鉄道伝説〜」（じだいをいろどったてつどうたち てつどうでんせつ）に改題して放送。
2016年からはJRダイヤ改正等による鉄道車両引退に関連した毎年3 - 4月・2018年からは鉄道の日に関連した毎年10月に主に鉄道ファンのタレントによる紀行映像とともにドキュメンタリーを取り上げるスペシャル番組も放送されている。

## 放送時間

### レギュラー放送
| 期 | 放送期間                       | 放送時間                     | 備考 |
| -- | ------------------------------ | ---------------------------- | --- |
| 1  | 2013年1月12日 - 3月30日        | 土曜 23:30 - 翌0:00          | 3月24日は0:30 - 1:00に放送。                                                                                         |
| 2  | 2013年7月15日 - 9月30日        | 月曜 0:30 - 1:00（日曜深夜） | 7月29日・8月26日・9月9日・9月23日は2:05 - 2:35に放送。                                                               |
| 3  | 2013年11月25日                 | 月曜 0:30 - 1:00（日曜深夜） | 第25回先行放送。 |
| 3  | 2014年1月12日 - 3月23日        | 日曜 23:00 - 23:30           | 2月10日は0:30 - 1:00に放送。                                                                                         |
| 4  | 2014年4月13日 - 6月22日        | 隔週日曜 23:00 - 23:30       | |
| 4  | 2014年7月6日 - 8月17日         | 月2回・日曜 22:00 - 22:55    | 前半に新作、後半に再放送の2本立てで放送。 8月3日は22:30 - 23:25に放送。                                              |
| 4  | 2014年9月20日・27日            | 土曜 16:00 - 16:55           | 前半に新作、後半に再放送の2本立てで放送。                                                                            |
| 5  | 2014年10月5日 - 2015年3月1日   | 月2回・日曜 22:00 - 22:55    | 前半に新作、後半に再放送の2本立てで放送。 2015年2月は3回、3月は1回のみ放送。 1月18日・2月22日は23:00 - 23:55に放送。 |
| 6  | 2021年4月10日 - 7月17日        | 土曜 12:00 - 12:30           | 3月28日 3:00 - 4:30に第61回 - 63回を先行放送。 4月24日・5月15日・6月12日は放送休止。                                 |
| 7  | 2021年10月30日 - 2022年2月12日 | 土曜 12:00 - 12:30           | 第3土曜・2022年1月1日は放送休止。                                                                                    |
| 8  | 2022年4月9日 - 8月6日          | 土曜 12:00 - 12:30           | 第3土曜・4月23日・5月14日は放送休止。                                                                                |
| 9  | 2022年10月8日 - 2023年1月14日  | 土曜 12:00 - 12:30           | 第3土曜は放送休止。                                                                                                  |
| 10 | 2023年4月8日 - 8月12日         | 土曜 13:00 - 13:30           | 第3土曜・4月22日・6月10日・7月29日は放送休止。                                                                       |
| 11 | 2023年10月3日 - 12月19日       | 火曜 0:30 - 1:00（月曜深夜） | |
| 12 | 2024年4月2日 - 6月18日         | 火曜 0:30 - 1:00（月曜深夜） | |
| 13 | 2024年10月6日 - 12月22日       | 日曜 0:30 - 1:00（土曜深夜） | |
| 14 | 2025年4月5日 - 6月21日         | 土曜 9:00 - 9:30             | |

### スペシャル放送
| タイトル                                                                       | 放送日         | 放送時間      | 備考                                                                                          |
| ------------------------------------------------------------------------------ | -------------- | ------------- | --------------------------------------------------------------------------------------------- |
| 鉄道伝説スペシャル さようなら時代を彩った鉄道たち〜カシオペア、白鳥、キハ40…〜 | 2016年4月23日  | 16:00 - 17:55 | 16:46 - 16:48に「BSフジNEWS」を中断挿入 再放送：8月21日 3:00 - 4:55                           |
| 消えゆく時代を彩った鉄道たち 2017春                                            | 2017年5月7日   | 17:00 - 18:55 | 「日曜ぶらり紀行」枠                                                                          |
| 鉄道伝説SP さようなら 時代を彩った鉄道たち 2018春                              | 2018年3月11日  | 12:00 - 13:55 |                                                                                               |
| 鉄道の日SP 海外で第二の人生を送る日本の名車両                                  | 2018年10月14日 | 21:00 - 22:55 | 「BSフジサンデープレミアム」枠 再放送：2019年1月26日 14:00 - 15:55                            |
| 鉄道伝説SP 〜平成から新時代へ〜引退と誕生2019                                  | 2019年4月14日  | 18:00 - 19:55 | 「BSフジサンデースペシャル」枠                                                                |
| 鉄道の日SP 決定!歴史を駆け抜けた日本の鉄道車両 ベスト30                        | 2019年10月13日 | 18:00 - 19:55 | 「BSフジサンデースペシャル」枠                                                                |
| 鉄道伝説SP 時代を走る鉄道たち 2020春                                           | 2020年4月26日  | 18:00 - 19:55 | 「BSフジサンデースペシャル」枠                                                                |
| 鉄道伝説大賞2020                                                               | 2020年10月17日 | 19:00 - 20:55 | 「BSフジサタデースペシャル」枠                                                                |
| 鉄道伝説SP 時代を走る鉄道たち 2021春                                           | 2021年4月25日  | 19:00 - 20:55 | 「BSフジサンデースペシャル」枠 再放送：2022年1月15日 13:00 - 14:55                            |
| 鉄道伝説大賞2021                                                               | 2021年10月10日 | 19:00 - 20:55 | 「BSフジサンデースペシャル」枠 再放送：2022年5月8日 12:00 - 13:55                             |
| 鉄道伝説SP 時代を走る鉄道たち 2022春                                           | 2022年5月15日  | 12:00 - 13:55 | 「サンデードキュメンタリー」枠 再放送：2022年9月25日 12:00 - 13:55 2023年4月2日 18:00 - 19:55 |
| 鉄道伝説大賞 〜鉄道開業150周年記念スペシャル〜                                 | 2022年10月9日  | 18:00 - 19:55 | 「BSフジサンデーシアター」枠                                                                  |
| 鉄道伝説SP 時代を走る鉄道たち 2023春                                           | 2023年5月7日   | 12:00 - 14:00 | 「サンデードキュメンタリー」枠                                                                |
| 鉄道伝説大賞2023                                                               | 2023年10月15日 | 12:00 - 14:00 | 「サンデードキュメンタリー」枠                                                                |
| 鉄道伝説スペシャル 時代を走る鉄道たち 2024春                                   | 2024年5月19日  | 12:00 - 14:00 | 「サンデードキュメンタリー」枠                                                                |
| 鉄道伝説大賞2024                                                               | 2024年10月13日 | 18:00 - 19:55 | 「BSフジサンデープライム」枠                                                                  |
| 鉄道伝説スペシャル 時代を走る鉄道たち 2025春                                   | 2025年5月4日   | 17:00 - 19:00 | 「サンデードキュメンタリー」枠                                                                |

### 再放送
| 放送期間                       | 放送時間                     | 備考                         |
| ------------------------------ | ---------------------------- | ---------------------------- |
| 2013年4月8日 - 6月25日         | 月曜 0:30 - 1:00（日曜深夜） | 放送時間変更・休止の場合あり |
| 2013年10月27日                 | 日曜 3:00 - 4:00（土曜深夜） | 放送時間変更・休止の場合あり |
| 2013年12月2日 - 12月23日       | 月曜 0:30 - 1:00（日曜深夜） | 放送時間変更・休止の場合あり |
| 2014年4月6日 - 6月30日         | 隔週日曜 23:00 - 23:30       | 放送時間変更・休止の場合あり |
| 2015年4月6日 - 9月28日         | 月曜 1:00 - 1:30（日曜深夜） | 放送時間変更・休止の場合あり |
| 2015年10月3日 - 12月26日       | 土曜 8:30 - 9:01             | 放送時間変更・休止の場合あり |
| 2020年10月10日 - 12月12日      | 土曜 17:00 - 17:30           | 放送時間変更・休止の場合あり |
| 2021年7月24日 - 10月23日       | 土曜 12:00 - 12:30           | 放送時間変更・休止の場合あり |
| 2022年2月26日 - 4月2日         | 土曜 12:00 - 12:30           | 放送時間変更・休止の場合あり |
| 2022年8月13日 - 10月1日        | 土曜 12:00 - 12:30           | 放送時間変更・休止の場合あり |
| 2023年1月28日 - 3月25日        | 土曜 12:00 - 12:30           | 放送時間変更・休止の場合あり |
| 2023年8月26日 - 9月30日        | 土曜 13:00 - 13:30           | 放送時間変更・休止の場合あり |
| 2023年12月26日 - 2024年3月25日 | 火曜 0:30 - 1:00（月曜深夜） | 放送時間変更・休止の場合あり |
| 2024年6月25日 - 10月1日        | 火曜 0:30 - 1:00（月曜深夜） | 放送時間変更・休止の場合あり |
| 2024年12月29日 - 2025年3月30日 | 日曜 0:30 - 1:00（土曜深夜） | 放送時間変更・休止の場合あり |
| 2025年6月28日 -                | 土曜 9:00 - 9:30             | 放送時間変更・休止の場合あり |

#### 鉄道伝説 一挙放送スペシャル
第1回から順に第60回まで4本ずつ放送
|        | 放送期間                       | 放送時間                            | 備考       |
| ------ | ------------------------------ | ----------------------------------- | ---------- |
| 一巡目 | 2017年8月6日 - 2018年10月7日   | 月1回・日曜 3:00 - 4:55（土曜深夜） |            |
| 二巡目 | 2018年11月11日 - 2020年1月12日 | 月1回・日曜 3:00 - 4:55（土曜深夜） |            |
| 三巡目 | 2020年2月2日 - 9月6日          | 月1回・日曜 3:00 - 4:55（土曜深夜） | 第32回まで |

- チャンネルNECO
  - 2020年2月1日 - 2021年1月29日 毎週土・日曜日 午前7時25分等午前35分間ほか（第31回から放送）
- KBS京都
  - 2022年10月より、月曜　9:00 - 9:30（第1回より放送[注 2]）

## ナレーター
- 川原慶久（第1シーズンのみ）
- 竹房敦司（第2シーズン以降）
- 緒乃冬華（2018年以降の鉄道の日SP）

## 放送リスト

### レギュラー放送（リスト）
| 回数   | 放送日         | サブタイトル                                              |
| ------ | -------------- | --------------------------------------------------------- |
| 第1回  | 2013年 1月12日 | ビジネス特急こだま 〜東京-大阪間を日帰りせよ〜            |
| 第2回  | 1月19日        | キハ181 〜高速鉄道網を全国に完備せよ〜                    |
| 第3回  | 1月26日        | D51 〜蒸気機関車と開発者が見た戦中戦後〜                  |
| 第4回  | 2月2日         | 碓氷峠 〜横川-軽井沢間の急勾配 104年の闘い〜              |
| 第5回  | 2月9日         | 小田急SE車 〜特急電車の未来を拓け〜                       |
| 第6回  | 2月16日        | 80系湘南電車 〜長距離運行電車を開発せよ〜                 |
| 第7回  | 2月23日        | 東海道新幹線 〜国家的プロジェクトを敢行せよ〜             |
| 第8回  | 3月2日         | 大井川鐵道 〜保存鉄道のパイオニア〜                       |
| 第9回  | 3月9日         | JR九州783系ハイパーサルーン 〜九州で特急車両を開発せよ〜  |
| 第10回 | 3月16日        | 梅小路蒸気機関車館 〜蒸気機関車を動態保存せよ〜           |
| 第11回 | 3月24日        | 名鉄パノラマカー 〜通勤電車グレードアップで未来をひらけ〜 |
| 第12回 | 3月30日        | 近鉄ビスタカー 〜災いを転じて福と成せ!〜                  |

| 回数   | 放送日         | サブタイトル                                                       |
| ------ | -------------- | ------------------------------------------------------------------ |
| 第13回 | 2013年 7月15日 | 東武鉄道1720系デラックスロマンスカー 〜こだま級を超えろ〜          |
| 第14回 | 7月22日        | JR西日本285系サンライズエクスプレス 〜新世代の寝台電車を開発せよ〜 |
| 第15回 | 7月29日        | 阪急梅田駅 〜私鉄最大のターミナル駅を造れ〜                        |
| 第16回 | 8月5日         | 381系電車 〜カーブを振り子で攻略せよ〜                             |
| 第17回 | 8月12日        | JR四国2000系気動車 〜気動車に振り子を搭載せよ〜                    |
| 第18回 | 8月19日        | キハ281系気動車 〜酷寒の大地を高速走行せよ〜                       |
| 第19回 | 8月26日        | 東急8090系 〜独自のステンレスカーを開発せよ〜                      |
| 第20回 | 9月2日         | 国鉄581・583系 〜昼夜を問わず走る電車を開発せよ〜                  |
| 第21回 | 9月9日         | M250系 スーパーレールカーゴ 〜初のコンテナ電車列車を開発せよ〜     |
| 第22回 | 9月16日        | 特急「あさかぜ」 国鉄20系客車 〜走るホテルを作れ〜                 |
| 第23回 | 9月23日        | 鉄道の父 井上勝物語 〜日本に鉄道を敷設せよ〜                       |
| 第24回 | 9月30日        | JR東海300系新幹線 〜東京-新大阪 2時間30分を実現せよ〜              |

| 回数   | 放送日          | サブタイトル                                                           |
| ------ | --------------- | ---------------------------------------------------------------------- |
| 第25回 | 2013年 11月25日 | 高千穂線 悲運の物語 〜九州横断鉄道を取り戻せ〜                         |
| 第26回 | 2014年 1月12日  | 500系新幹線 〜営業運転・時速300キロへの挑戦＜前編＞〜                  |
| 第27回 | 1月19日         | 500系新幹線 〜営業運転・時速300キロへの挑戦＜後編＞〜                  |
| 第28回 | 1月26日         | 営団300形 〜鉄道車両技術の再生"失われた10年"を取り戻せ〜               |
| 第29回 | 2月2日          | 大阪万博 波動輸送 〜2200万人の輸送を成功させよ〜                       |
| 第30回 | 2月10日         | 長野電鉄2000系 〜革新的な狭軌用の駆動装置を開発せよ〜                  |
| 第31回 | 2月16日         | 東京モノレール 〜近未来交通で羽田と結べ〜                              |
| 第32回 | 2月23日         | 西武鉄道5000系その後の物語 〜初代レッドアロー富山での復活〜            |
| 第33回 | 3月2日          | 京成スカイライナー 〜成田空港に特急を走らせよ〜                        |
| 第34回 | 3月9日          | 京浜急行電鉄 日野原保物語 〜高密度ダイヤ・高速度運転の限界に挑戦せよ〜 |
| 第35回 | 3月16日         | 京阪テレビカー 〜時代に合わせたサービスで勝負せよ〜                    |
| 第36回 | 3月23日         | 地下鉄誕生の物語 〜東京の地下に電車を走らせよ〜                        |

| 回数   | 放送日         | サブタイトル                                                  |
| ------ | -------------- | ------------------------------------------------------------- |
| 第37回 | 2014年 4月13日 | 西日本鉄道313形 〜日本初のモノコック構造車両を開発せよ〜      |
| 第38回 | 4月27日        | 御殿場線と丹那トンネル 〜箱根の山を克服せよ〜                 |
| 第39回 | 5月11日        | 阪神なんば線 〜悲願の大阪ミナミ乗り入れを実現せよ〜           |
| 第40回 | 5月25日        | 札幌市営地下鉄南北線 〜北の大地に地下鉄を走らせよ〜           |
| 第41回 | 6月8日         | キハ85系 特急ワイドビューひだ 〜パノラマ特急で未来を拓け〜    |
| 第42回 | 6月22日        | いすみ鉄道 キハ52 〜よみがえれ 昭和の憧憬〜                   |
| 第43回 | 7月6日         | 名鉄5000系・5500系 〜大衆冷房車でライバルに対抗せよ〜         |
| 第44回 | 7月20日        | 小田急NSE車 〜グレードアップを遂げるロマンスカー〜            |
| 第45回 | 8月3日         | 国鉄101系 〜通勤形新性能電車のパイオニア〜                    |
| 第46回 | 8月17日        | 山陽電車2000系2012編成 〜日本初の軽量アルミ車体を造れ〜       |
| 第47回 | 9月20日        | 熊本市交通局9700形 〜日本初の超低床車両で路面電車を復興せよ〜 |
| 第48回 | 9月27日        | 新幹線N700系 〜東海道・山陽新幹線 究極の車両 その先へ〜       |

| 回数   | 放送日         | サブタイトル                                                          |
| ------ | -------------- | --------------------------------------------------------------------- |
| 第49回 | 2014年 10月5日 | 国鉄485系 〜万能型特急で全国を駆け巡れ〜                              |
| 第50回 | 10月19日       | 愛知高速交通・リニモ 〜日本初のリニアモーターカー本格運転を達成せよ〜 |
| 第51回 | 11月23日       | 京浜急行電鉄を陰で支えた男の物語 〜安全マネジメントを確立せよ〜       |
| 第52回 | 11月30日       | 仙山線交流電化試験 〜日本初の交流電化〜                               |
| 第53回 | 12月14日       | 鉄道技術者 三木忠直 〜新幹線を作った男のもう一つの物語〜              |
| 第54回 | 12月21日       | 富山ライトレール 〜LRTで地方都市の未来を切り拓け〜                    |
| 第55回 | 2015年 1月18日 | 東急5000系 〜超軽量新型車両を開発せよ〜                               |
| 第56回 | 1月25日        | 国鉄153系東海形 〜東海道本線黄金時代を飾った電車急行〜                |
| 第57回 | 2月1日         | 小田急VSE車 〜ロマンスカーの伝統を継承せよ〜                          |
| 第58回 | 2月15日        | 広島電鉄 グリーンムーバーマックス 〜国産初の超低床車両を開発せよ〜    |
| 第59回 | 2月22日        | 国鉄キハ58系 〜ディーゼル動車を全国に展開せよ〜                       |
| 第60回 | 3月1日         | 動力近代化計画 〜未来へ向けて 国鉄一大プロジェクト〜                  |

| 回数   | 放送日         | サブタイトル                                                 |
| ------ | -------------- | ------------------------------------------------------------ |
| 第61回 | 2021年 4月10日 | 国鉄155系電車 〜修学旅行専用の車両を開発せよ〜               |
| 第62回 | 4月17日        | 新幹線200系 〜極寒・豪雪に耐える新幹線をつくれ!〜            |
| 第63回 | 5月1日         | 国鉄14系・24系客車 〜第二世代のブルートレインを確立せよ!〜   |
| 第64回 | 5月8日         | 南海ズームカー 〜大運転を制せ!〜                             |
| 第65回 | 5月22日        | 国鉄EF58形電気機関車 〜電化の時代をけん引せよ〜              |
| 第66回 | 5月29日        | 相鉄都心直通プロジェクト 〜悲願の都心直通を実現せよ〜        |
| 第67回 | 6月5日         | 阪神ジェットカー 〜高加速、高減速の普通車を開発せよ〜        |
| 第68回 | 6月19日        | 関門トンネル 〜本州と九州を線路で繋げ〜                      |
| 第69回 | 6月26日        | 国鉄キハ391形 〜気動車新時代を目指した幻のガスタービン動車〜 |
| 第70回 | 7月3日         | マニ34・30 形 〜極秘裏に現金を輸送せよ〜                     |
| 第71回 | 7月10日        | JR東日本E351系「スーパーあずさ」 〜中央東線を高速化せよ!〜   |
| 第72回 | 7月17日        | 食堂車の歴史 〜旅を楽しむ食堂車を作れ〜                      |

| 回数   | 放送日          | サブタイトル                                                                 |
| ------ | --------------- | ---------------------------------------------------------------------------- |
| 第73回 | 2021年 10月30日 | 新幹線100系 〜アコモデーション改良で0系に代わる顔をつくれ!〜                 |
| 第74回 | 11月6日         | 国鉄711系電車 〜極寒の北の大地を電化せよ〜                                   |
| 第75回 | 11月13日        | 京王5000系 〜通勤用電車にも冷房を〜                                          |
| 第76回 | 11月27日        | 北大阪急行 〜4000万人の万博輸送を成功させろ〜                                |
| 第77回 | 12月4日         | 余部鉄橋 〜陸の孤島を鉄路で繋げ〜                                            |
| 第78回 | 12月11日        | 国鉄DD53形ディーゼル機関車 〜豪雪地帯の雪を吹き飛ばせ〜                      |
| 第79回 | 12月25日        | JR東日本 山形新幹線「つばさ」400系 〜在来線に乗り入れろ!日本初のミニ新幹線〜 |
| 第80回 | 2022年 1月8日   | 能勢電鉄 〜時代の荒波に負けない!不屈のローカル線〜                           |
| 第81回 | 1月22日         | 9600形蒸気機関車 〜欧米諸国に負けぬ国産蒸気機関車を開発せよ〜                |
| 第82回 | 1月29日         | 流電モハ52系 〜流線形のトップスター〜                                        |
| 第83回 | 2月5日          | 青函連絡船 〜北海道と本州をつないだ海の鉄路〜                                |
| 第84回 | 2月12日         | 京急800形 〜ラッシュの切り札となる普通列車をつくれ!〜                        |

| 回数   | 放送日        | サブタイトル                                                           |
| ------ | ------------- | ---------------------------------------------------------------------- |
| 第85回 | 2022年 4月9日 | 国鉄157系日光形 〜日光線を電車でスピードアップせよ〜                   |
| 第86回 | 4月30日       | 湘南モノレール 〜湘南の空にモノレールを走らせろ〜                      |
| 第87回 | 5月7日        | 関西新快速と117系電車 〜京阪神の熾烈な覇権争い〜                       |
| 第88回 | 5月28日       | 智頭急行 〜100年越しの悲願 智頭に特急を走らせろ〜                      |
| 第89回 | 6月4日        | キハ183系 〜豪雪に勝つ寒冷地用特急気動車を開発せよ〜                   |
| 第90回 | 6月11日       | 近鉄二代目ビスタカー 〜名阪特急の完成形を造れ!〜                       |
| 第91回 | 6月25日       | 5方面作戦 〜空前絶後・東京圏の通勤鉄道網を改善せよ!〜                  |
| 第92回 | 7月2日        | 東急デハ200形 〜新時代の画期的な路面電車を作れ〜                       |
| 第93回 | 7月9日        | 阪急6300系特急電車 〜国鉄に打ち勝つ京都本線特急をつくれ〜              |
| 第94回 | 7月23日       | 国鉄キハ01系気動車「レールバス」 〜ローカル専用の超小型車両をつくれ!〜 |
| 第95回 | 7月30日       | 特急「つばめ」 〜日本を代表する列車愛称名〜                            |
| 第96回 | 8月6日        | 伊豆急2100系 リゾート21 〜乗って楽しいリゾート列車を作れ〜             |

| 回数    | 放送日         | サブタイトル                                                 |
| ------- | -------------- | ------------------------------------------------------------ |
| 第97回  | 2022年 10月8日 | 国鉄EF66形電気機関車 〜最強で高速の電気機関車を作れ〜        |
| 第98回  | 10月22日       | D52形蒸気機関車 〜最強の決戦機関車を開発せよ〜               |
| 第99回  | 10月29日       | 新幹線 E2系 〜連続する急勾配を克服せよ!〜                    |
| 第100回 | 11月5日        | JR東海371系 〜新型特急で都心へ乗り入れろ!〜                  |
| 第101回 | 11月12日       | 国鉄DD54形ディーゼル機関車 〜海外の技術を活かせ!〜           |
| 第102回 | 11月26日       | 鉄道王・雨宮敬次郎 〜民営鉄道を全国に拡げた男〜              |
| 第103回 | 12月3日        | 北越急行ほくほく線 〜陸の孤島に鉄路を拓け!〜                 |
| 第104回 | 12月10日       | JR西日本221系 〜アーバンネットワークの勝者となれ〜           |
| 第105回 | 12月24日       | 国鉄201系電車 〜第2世代通勤形電車をつくれ!〜                 |
| 第106回 | 12月31日       | 日立製作所 笠戸事業所 〜開拓者精神で未来を拓け!〜            |
| 第107回 | 2023年 1月7日  | 国鉄401系・421系電車 〜交直両用の電車を開発せよ〜            |
| 第108回 | 1月14日        | タンク車 タキ9900形 〜車長を伸ばさずにタンクを大容量化せよ〜 |

| 回数    | 放送日        | サブタイトル                                                  |
| ------- | ------------- | ------------------------------------------------------------- |
| 第109回 | 2023年 4月8日 | 111・113系電車 〜通勤・近郊輸送を支えたロングセラー〜         |
| 第110回 | 4月29日       | 沖縄都市モノレール ゆいレール 〜沖縄に鉄道を走らせろ〜        |
| 第111回 | 5月6日        | 14系客車復活プロジェクト 〜マレーシアで甦ったブルートレイン〜 |
| 第112回 | 5月13日       | コンピュータ・マルスの誕生 〜世界初の列車の座席予約システム〜 |
| 第113回 | 5月27日       | 南海50000系ラピート 〜空港線のエースとなれ!〜                 |
| 第114回 | 6月3日        | キハ185系 〜国鉄最後の特急気動車〜                            |
| 第115回 | 6月24日       | 鉄道の変革者・篠原武司 〜全国新幹線網を構想した男〜           |
| 第116回 | 7月1日        | よんさんとお 白紙ダイヤ改正 〜日本鉄道史の分水嶺〜            |
| 第117回 | 7月8日        | 名鉄キハ8000系・8500系 〜国鉄に負けぬ気動車を開発せよ〜       |
| 第118回 | 7月22日       | 北総鉄道7000形電車 〜千葉ニュータウンの未来を背負え!〜        |
| 第119回 | 8月5日        | JR東日本651系電車 〜特急電車の新時代を切り拓け〜              |
| 第120回 | 8月12日       | 箱根登山鉄道 〜天下の険を電車で登れ!〜                        |

| 回数    | 放送日         | サブタイトル                                                          |
| ------- | -------------- | --------------------------------------------------------------------- |
| 第121回 | 2023年 10月3日 | 新幹線E5系 〜東北新幹線のさらなる高速化を目指せ!〜                    |
| 第122回 | 10月10日       | JR東海383系 〜より速く快適に!振子式電車を進化させよ!〜                |
| 第123回 | 10月17日       | 国鉄165系 〜国鉄急行形電車の決定版〜                                  |
| 第124回 | 10月24日       | 西武5000系レッドアロー号 〜都心と秩父を短時間で結べ〜                 |
| 第125回 | 10月31日       | C11形蒸気機関車 〜短距離・高頻度で走るタンク機関車をつくれ!〜         |
| 第126回 | 11月7日        | 国鉄E10形蒸気機関車 〜時代に翻弄された最後のSL〜                      |
| 第127回 | 11月14日       | 黒部峡谷鉄道 〜秘境を駆ける機関車をつくれ〜                           |
| 第128回 | 11月21日       | 鉄道開拓者・大村卓一 〜北海道の鉄道技師の挑戦〜                       |
| 第129回 | 11月28日       | 国鉄EF63形電気機関車 〜粘着式の碓氷峠専用機関車を開発せよ〜           |
| 第130回 | 12月5日        | JR東海HC85系 〜ハイブリッドの国内最速を目指せ〜                       |
| 第131回 | 12月12日       | ロマンスカー・小田急60000形 〜日本初の地下鉄内座席指定特急をつくれ!〜 |
| 第132回 | 12月19日       | JR東日本サロ213 〜通勤電車に2階建て車両をつくれ〜                     |

| 回数    | 放送日        | サブタイトル                                             |
| ------- | ------------- | -------------------------------------------------------- |
| 第133回 | 2024年 4月2日 | 成田エクスプレス 〜空港アクセス鉄道を実現せよ〜          |
| 第134回 | 4月9日        | JR東海373系特急電車 〜全路線の基準となる電車を開発せよ〜 |
| 第135回 | 4月16日       | C51形蒸気機関車と島安次郎 〜大正のエポックメーキング〜   |
| 第136回 | 4月23日       | 自動連結器 〜世界を驚かせた一斉交換〜                    |
| 第137回 | 4月30日       | JR北海道785系電車 〜北の大地で最高速度を更新せよ〜       |
| 第138回 | 5月7日        | C53形蒸気機関車と若き島秀雄 〜鉄路の継承〜               |
| 第139回 | 5月14日       | 京都鉄道博物館 〜鉄道遺産を保存せよ〜                    |
| 第140回 | 5月21日       | 貨物鉄道博物館 〜貨物輸送の記憶を未来へ残せ〜            |
| 第141回 | 5月28日       | 国鉄キハ10系気動車 〜重連総括制御を可能とせよ〜          |
| 第142回 | 6月4日        | 横浜市営電車 〜庶民を支えた路面電車〜                    |
| 第143回 | 6月11日       | 山万ユーカリが丘線 〜街を発展させる鉄道をつくれ〜        |
| 第144回 | 6月18日       | 弾丸列車計画 〜島親子執念の広軌鉄道〜                    |

| 回数    | 放送日         | サブタイトル                                               |
| ------- | -------------- | ---------------------------------------------------------- |
| 第145回 | 2024年 10月6日 | 国鉄205系電車 〜新・三種の神器の開発〜                     |
| 第146回 | 10月13日       | 京成都心乗り入れ 〜全線 改軌工事せよ!〜                    |
| 第147回 | 10月20日       | 時刻表の父・手塚猛昌 〜日本初の月刊時刻表をつくれ〜        |
| 第148回 | 10月27日       | 国鉄183系電車 〜鉄道百年改革の切り札〜                     |
| 第149回 | 11月3日        | リニアメトロの父 今岡鶴吉 〜都市交通の改善に夢をかけた男〜 |
| 第150回 | 11月10日       | C57形蒸気機関車 〜貴婦人と呼ばれたライトパシフィック〜     |
| 第151回 | 11月17日       | 近江鉄道 〜上下分離方式で再生を目指せ〜                    |
| 第152回 | 11月24日       | 長野電鉄0系OSカー 〜会社員と学生のための車両をつくれ!〜    |
| 第153回 | 12月1日        | 国鉄EH10形 〜マンモス電気機関車の底力〜                    |
| 第154回 | 12月8日        | 京都市電 〜電気鉄道の夜明け〜                              |
| 第155回 | 12月15日       | 静岡鉄道1000形 〜歴史に残るエース車両を開発せよ〜          |
| 第156回 | 12月22日       | C59形蒸気機関車 〜究極のパシフィックを開発せよ〜           |

| 回数    | 放送日        | サブタイトル                                           |
| ------- | ------------- | ------------------------------------------------------ |
| 第157回 | 2025年 4月5日 | 新幹線E7系・W7系 〜極寒の日本海ルートを走れ!〜         |
| 第158回 | 4月12日       | 〜国産機関車の礎を築き上げよ!〜                        |
| 第159回 | 4月19日       | ヨ8000形車掌車 〜貨物輸送を支えた小兵たち〜            |
| 第160回 | 4月26日       | DF50形ディーゼル機関車 〜動力近代化の夜明け〜          |
| 第161回 | 5月3日        | 超電導リニア 〜究極の超高速鉄道〜                      |
| 第162回 | 5月10日       | 交直両用電気機関車 〜EF81形誕生までの道のり〜          |
| 第163回 | 5月17日       | EF55形電気機関車 〜流線型時代の象徴となれ〜            |
| 第164回 | 5月24日       | C62形蒸気機関車 〜日本最大の蒸気機関車〜               |
| 第165回 | 5月31日       | 上越新幹線 中山トンネル 〜命をかけた男たちの遺産〜     |
| 第166回 | 6月7日        | 新幹線E4系 〜世界最大級の2階建て新幹線〜               |
| 第167回 | 6月14日       | 小田急8000形電車 〜箱根登山鉄道と繋がる通勤型車両〜    |
| 第168回 | 6月21日       | 寝台特急カシオペアE26系 〜最高級の寝台列車を走らせろ〜 |

## 特別企画

### 鉄道伝説大賞
前年1年間の鉄道界の出来事を趣味的視点から振り返ると共に、年間ナンバーワンの出来事を表彰する企画。当初番組発のトークイベントとして2013年から15年にかけて開催され、「ファンが選ぶ 第X回 鉄道伝説大賞」の正式名称が付けられていた。イベント開催前には番組ホームページにてアンケートが行われ、準大賞「BSフジ鉄道伝説ファン賞」はWebアンケートでのファン投票結果で決められた。
その後2020年には秋のスペシャル放送として5年ぶりに行われ、翌年以降も特別番組形式で実施。
第1回
2013年2月9日、新宿ロフトプラスワンにて開催。
出演者
MC：東海林桂（放送作家）
審査員：S-Flyer DJ桜井(鉄道マニア）、横見浩彦、川島令三、梅原淳、野月貴弘
第2回
2014年2月11日、新宿ロフトプラスワンにて開催。
出演者
MC：東海林桂（放送作家）
審査員：横見浩彦、川島令三、梅原淳、野月貴弘
第3回
2015年3月15日、新宿ロフトプラスワンにて開催。
出演者
MC：東海林桂（放送作家）
審査員：横見浩彦、川島令三、梅原淳、野月貴弘、S-Flyer DJ桜井
2020
2020年10月17日 19:00 - 20:54放送
JR7社、道南いさりび鉄道、三陸鉄道、えちごトキめき鉄道、富山地方鉄道、箱根登山鉄道、大井川鐵道、阪急電鉄、高松琴平電気鉄道、西日本鉄道の会社別と梅原淳を除くスタジオ出演者各名選定の各2 - 3件の2019年から2020年にかけてのトピックスを紹介。この内久野知美が個人トピックス紹介の一部として糸魚川駅のトワイライトエクスプレスモックアップ展示でのロケを行った。
終盤には梅原による「令和の鉄道業界トピックス」として2019年5月から2020年8月までの年表フリップによる鉄道トピックスの振り返りの後、審査員個人賞と大賞の発表を行った。
出演者
MC：中川家礼二、久野知美
審査員：吉川正洋、野月貴弘、南田裕介、梅原淳
リモート出演ゲスト：鳥塚亮（えちごトキめき鉄道社長）、山本豊福（大井川鐵道広報）
2021
2021年10月10日 19:00 - 20:54放送
2020年10月14日から2021年10月13日までのトピックスを対象として選考。年表フリップを用いたトピックスの振り返りに始まりスタジオ審査員がそれぞれ3件ずつの項目をプレゼンし、話題となった引退車両のドキュメンタリーを取り上げるVTR「開発物語」を挿入しつつ、久野のおまけプレゼン、プレゼン漏れしたトピックスのトークを行った。また野月貴弘がロマンスカーミュージアムでのロケを行った。
本年以降は最後に審査員と久野がプレゼンした項目から、大賞に最も相応しい項目に赤旗を上げ3点（但し審査員自身が推薦した項目へ赤旗を上げる事は不可）・次点の項目に白旗を上げ1点を加算する形で判定し最高得点の項目に大賞を授与する形となった。
出演者
MC：中川家礼二、久野知美
審査員：吉川正洋、野月貴弘、南田裕介、梅原淳
鉄道開業150周年記念スペシャル
2022年10月9日 19:00 - 20:54放送
鉄道開業150周年を記念し、「私が思う鉄道史150年の1番の伝説」をテーマとして日本の鉄道史150年から厳選したトピックスを対象として選考。日本の鉄道史を振り返る短いVTRの後、スタジオ審査員が3 - 4件の項目をプレゼンしドキュメンタリーVTRを挿入し、プレゼン終了後には選考漏れした鉄道史の話題のトークを行い最後に投票を行った。各トピックスの紹介時には「日本の鉄道史XX年目」と1872年からの経過年数が表示された。
MC：中川家礼二、久野知美
審査員：野月貴弘、南田裕介、梅原淳
VTR出演：吉川正洋
2023
2023年10月15日 12:00 - 14:00放送
2022年10月から2023年10月までのトピックスを対象として選考。野月のプレゼンからキハ183系とプレゼン漏れの話題から117系電車のドキュメンタリーVTR、久野知美の富山ライトレールロケVTRも挿入された。
出演者
MC：中川家礼二、久野知美
審査員：吉川正洋、野月貴弘、南田裕介、梅原淳
2024
2024年10月13日 18:00 - 19:55放送
2023年10月から2024年10月までのトピックスを対象として選考。吉川のプレゼンから山万ユーカリが丘線・梅原のプレゼンから立山黒部トロリーバスのロケVTR、また南田のプレゼンから三岐鉄道・野月のプレゼンから東海道新幹線0系のドキュメンタリーVTRが挿入された。
出演者
MC：中川家礼二、久野知美
審査員：吉川正洋、南田裕介、野月貴弘、梅原淳

### 日本の鉄道車両ベスト30
日本の鉄道開業以来百数十年の全ての鉄道車両を対象にした人気投票企画。2019年8月2日から24日まで行った一般からの上位10件までのアンケートや、鉄道界の有識者・番組出演者等全国約1000人からの投票を元に10月13日の特番「決定!歴史を駆け抜けた日本の鉄道車両ベスト30」にて発表。上位10件は一般からのアンケートメッセージと車両紹介VTRを交えて紹介し、総合11位から30位と大手私鉄の各1位車両はダイジェストで紹介された。なお上位車両ごとのVTRについては鉄道伝説本編で紹介済みの車両は本編エピソードのダイジェストに近年の状況を補足した映像で紹介された。
| 順位 | 所属         | 形式（愛称）                        |
| ---- | ------------ | ----------------------------------- |
| 1    | 日本国有鉄道 | 485系電車                           |
| 2    | 日本国有鉄道 | 583系電車                           |
| 3    | 日本国有鉄道 | 0系新幹線                           |
| 4    | JR西日本     | 500系新幹線                         |
| 5    | 日本国有鉄道 | 103系電車                           |
| 6    | 日本国有鉄道 | 115系電車                           |
| 7    | 日本国有鉄道 | 24系客車                            |
| 8    | 日本国有鉄道 | キハ58系気動車                      |
| 9    | JR西日本     | 285系電車（サンライズエクスプレス） |
| 10   | 名古屋鉄道   | 7000系（パノラマカー）              |

| 順位 | 所属         | 形式                   |
| ---- | ------------ | ---------------------- |
| 11   | 日本国有鉄道 | 183系電車              |
| 12   | 日本国有鉄道 | キハ40系気動車         |
| 13   | JR東日本     | E233系電車             |
| 14   | 相模鉄道     | 12000系電車            |
| 15   | 日本国有鉄道 | 201系電車              |
| 16   | 日本国有鉄道 | キハ80系気動車         |
| 17   | 日本国有鉄道 | 185系電車              |
| 18   | 日本国有鉄道 | EF58形電気機関車       |
| 19   | 日本国有鉄道 | 113系電車              |
| 20   | JR東日本     | E231系電車             |
| 21   | JR東日本     | 209系電車              |
| 22   | 日本国有鉄道 | 20系客車               |
| 23   | JR西日本     | 223系電車              |
| 24   | 日本国有鉄道 | 205系電車              |
| 25   | 日本国有鉄道 | DD51形ディーゼル機関車 |
| 26   | 日本国有鉄道 | EF66形電気機関車       |
| 27   | JR東海       | N700系新幹線           |
| 28   | 日本国有鉄道 | 181系電車              |
| 29   | JR東日本     | E5系新幹線             |
| 30   | 阪急電鉄     | 6300系電車             |

| 鉄道会社     | 形式（愛称）                    |
| ------------ | ------------------------------- |
| 東武鉄道     | 8000系電車                      |
| 西武鉄道     | 001系電車（Laview）             |
| 京成電鉄     | AE形電車（3代目スカイライナー） |
| 京王電鉄     | 新5000系電車                    |
| 小田急電鉄   | 7000形電車（LSE）               |
| 東京急行電鉄 | 8500系電車                      |
| 京浜急行電鉄 | 2000形電車                      |
| 東京メトロ   | 営団6000系電車                  |
| 相模鉄道     | 12000系電車                     |
| 名古屋鉄道   | 7000系電車（パノラマカー）      |
| 近畿日本鉄道 | 50000系電車（しまかぜ）         |
| 南海電気鉄道 | 50000系電車（ラピート）         |
| 京阪電気鉄道 | 8000系電車                      |
| 阪急電鉄     | 6300系電車                      |
| 阪神電気鉄道 | 5001形電車（初代）              |
| 西日本鉄道   | 2000形電車                      |

## Blu-ray・DVD
発売・販売元はファブコミュニケーションズ。

### Blu-ray
| 巻数 | 発売日        | 内容 | 規格品番  |
| ---- | ------------- | --- | --------- |
| 1    | 2013年5月29日 | 本編 ビジネス特急こだま 〜東京 - 大阪間を日帰りせよ〜 小田急SE車 〜特急電車の未来を拓け〜 80系 湘南電車 〜長距離運行電車を開発せよ〜 特典映像 生方良雄氏所蔵「運行開始当初の小田急SE車・NSE車 映像集」（音声無し） 「ファンが選ぶ 第1回 鉄道伝説大賞」前編 | FTD-00001 |
| 2    | 2013年7月14日 | 本編 D51 〜戦中戦後を駆け抜けた万能蒸気機関車〜 東海道新幹線 〜国家的プロジェクトを敢行せよ〜 名鉄パノラマカー 〜通勤電車グレードアップで未来をひらけ〜 特典映像 名鉄パノラマカーPR映画『ぼくらの特急』 「ファンが選ぶ 第1回 鉄道伝説大賞」後編            | FTD-00002 |
| 3    | 2013年11月7日 | 本編 キハ181 〜高速鉄道網を全国に完備せよ〜 碓氷峠 〜横川-軽井沢間の急勾配 104年の闘い〜 大井川鐵道 〜保存鉄道のパイオニア〜 特典映像 大井川鐵道（番組未使用カット集）                                                                                     | FTD-00003 |
| 4    | 2013年12月5日 | 本編 783系ハイパーサルーン 〜九州で特急車両を開発せよ〜 梅小路蒸気機関車館 〜蒸気機関車を動態保存せよ〜 近鉄ビスタカー 〜災いを転じて福と成せ！〜 特典映像 梅小路蒸気機関車館                                                                              | FTD-00004 |

| 巻数 | 発売日         | 副題・内容 | 規格品番  |
| ---- | -------------- | --- | --------- |
| 5    | 2014年4月20日  | -戦前からの軌跡- 本編 東武鉄道1720系デラックスロマンスカー 〜「こだま級」を超えろ〜 阪急梅田駅 〜私鉄最大のターミナル駅を造れ〜 鉄道の父 井上勝物語 〜日本に鉄道を敷設せよ〜 特典映像 番組未使用カット（阪急電鉄正雀工場の保存車両）                     | FTD-00005 |
| 6    | 2014年6月29日  | -近現代の躍進- 本編 東急8090系 〜独自のステンレスカーを開発せよ〜 M250系 スーパーレールカーゴ 〜初のコンテナ電車列車を開発せよ〜 JR東海300系新幹線 〜東京ー新大阪 2時間30分を実現せよ〜 特典映像 「ファンが選ぶ 第2回 鉄道伝説大賞」前編                 | FTD-00006 |
| 7    | 2014年10月12日 | -振り子式車両の発展- 本編 381系電車 〜カーブを振子で攻略せよ〜 JR四国2000系気動車 〜気動車に振子を搭載せよ〜 キハ281系気動車 〜酷寒の大地を高速走行せよ〜 特典映像 「ファンが選ぶ 第2回 鉄道伝説大賞」後編                                               | FTD-00007 |
| 8    | 2014年12月21日 | -昼夜を駆け抜けろ- 本編 285系サンライズエクスプレス 〜新世代の寝台電車を開発せよ〜 国鉄581・583系 〜昼夜を問わず走る電車を開発せよ〜 特急「あさかぜ」国鉄20系客車 〜走るホテルを作れ〜 特典映像 星晃氏所蔵「20系客車を中心とした記録写真集」（音声無し） | FTD-00008 |

| 巻数 | 発売日         | 副題・内容 | 規格品番  |
| ---- | -------------- | --- | --------- |
| 9    | 2015年4月26日  | -大動脈輸送の発展- 本編 500系新幹線 〜営業運転・時速300kmへの挑戦＜前編・後編＞〜 大阪万博 波動輸送 〜2200万人の輸送を成功させよ〜 特典映像 「ファンが選ぶ 第3回 鉄道伝説大賞」前編                                                   | FTD-00009 |
| 10   | 2015年8月12日  | 本編 京成スカイライナー 〜成田空港へ特急を走らせよ〜 京浜急行電鉄 日野原保物語 〜高密度ダイヤ・高速度運転の限界に挑戦せよ〜 京阪 テレビカー 〜時代に合わせたサービスで勝負せよ〜 特典映像 「ファンが選ぶ 第3回 鉄道伝説大賞」後編     | FTD-00010 |
| 11   | 2015年12月26日 | 本編 名鉄 5000系・5500系 〜大衆冷房車でライバルに対抗せよ〜 小田急NSE車 〜グレードアップを遂げるロマンスカー〜 東急5000系 〜超軽量新型車両を開発せよ〜 特典映像 鉄道伝説ブルーレイシリーズを振り返る 前編（出演：東海林桂、野月貴弘） | FTD-00011 |
| 12   | 2016年5月14日  | ' 本編 いすみ鉄道 キハ52 〜よみがえれ 昭和の憧憬〜 国鉄485系 〜万能型特急で全国を駆け巡れ〜 小田急VSE車 〜ロマンスカーの伝統を継承せよ〜 特典映像 鉄道伝説ブルーレイシリーズを振り返る 後編（出演：東海林桂、野月貴弘）               | FTD-00012 |

### DVD
2015年に「鉄道伝説 ベストセレクションDVD」を発売。発売・販売元はファブコミュニケーションズ。
| 巻数 | 発売日        | 内容 | 規格品番  |
| ---- | ------------- | --- | --------- |
| 1    | 2015年6月28日 | - 小田急SE車 〜特急電車の未来を拓け〜 - 名鉄パノラマカー 〜通勤電車グレードアップで未来をひらけ〜 - 近鉄ビスタカー 〜災いを転じて福と成せ！〜 | FTD-10001 |

## 書籍

### 単行本
辰巳出版より「完全保存版 鉄道伝説 〜昭和・平成を駆け抜けた鉄道たち〜」シリーズとして番組本編で取り上げられなかった話題や地図・資料を収録し書籍化。
- 完全保存版 鉄道伝説 〜昭和・平成を駆け抜けた鉄道たち〜（2019年2月4日 ISBN 978-4777822478）[2]
  - 第1・6・20・22・2・60・26-27・4・29・5・12・11・15回を収録。
- 完全保存版 鉄道伝説II 〜昭和・平成を駆け抜けた鉄道たち〜（2020年12月1日 ISBN 978-4777826650）[3]
  - 第3・28・35・55・45・56・34・13・31・14・21・57・48回を収録。

### 分冊百科
本番組をもとにした分冊百科として、デアゴスティーニ・ジャパンより「隔週刊 鉄道 ザ・プロジェクト」を発行。定価は初号のみ499円、第2号以降は1529円、第55号より1690円に値上げ。2020年5月26日から8月18日まで宮城・茨城・栃木県にて6号まで試験販売し、翌年1月12日より全国発売。なお表紙題字は「鉄道 THEプロジェクト」と表記されている。
毎号鉄道伝説の内容から1話を収録したDVDを封入し、マガジンはDVD収録されたエピソードから本編をチャプターごとに解説し重要で興味深い内容をまとめた「ピックアップストーリー」・ゆかりの深い場所を紹介する「鉄道紀行」・プロジェクトの中心となった人物を紹介する「人物列伝」の3章で構成される。

#### 刊行リスト
| 号数 | 発売日         | 特集                                                               | 備考                       |
| ---- | -------------- | ------------------------------------------------------------------ | -------------------------- |
| 1    | 2021年 1月12日 | 東海道新幹線 国家的プロジェクトを敢行せよ                          | 2020年5月26日試験発売      |
| 2    | 1月26日        | 国鉄581・583系 昼夜を問わず走る電車を開発せよ                      | 2020年6月9日試験発売       |
| 3    | 2月9日         | 碓氷峠 横川-軽井沢間の急勾配104年の戦い                            | 2020年6月23日試験発売      |
| 4    | 2月22日        | 特急「あさかぜ」国鉄20系客車 走るホテルを作れ                      | 2020年7月21日試験発売第5号 |
| 5    | 3月9日         | ビジネス特急こだま 東京-大阪間を日帰りせよ                         | 2020年8月18日試験発売第6号 |
| 6    | 3月23日        | 新幹線N700系 東海道・山陽新幹線 究極の車両 その先へ                | 2020年7月7日試験発売第4号  |
| 7    | 4月6日         | 国鉄485系 万能型特急で全国を駆け巡れ                               |                            |
| 8    | 4月20日        | 国鉄キハ58系 ディーゼル動車を全国に展開せよ                        |                            |
| 9    | 5月1日         | 国鉄101系 通勤形新性能電車のパイオニア                             |                            |
| 10   | 5月18日        | キハ181 高速鉄道網を全国に完備せよ                                 |                            |
| 11   | 6月1日         | 80系湘南電車 長距離運行電車を開発せよ                              |                            |
| 12   | 6月15日        | 381系電車 カーブを振り子で攻略せよ                                 |                            |
| 13   | 6月29日        | 小田急SE車 特急電車の未来を拓け                                    |                            |
| 14   | 7月13日        | D51 戦中戦後を駆け抜けた万能蒸気機関車                             |                            |
| 15   | 7月27日        | 500系新幹線 営業運転・時速300kmへの挑戦＜前編＞                    |                            |
| 16   | 8月10日        | 500系新幹線 営業運転・時速300kmへの挑戦＜後編＞                    |                            |
| 17   | 8月24日        | 名鉄パノラマカー 通勤電車グレードアップで未来をひらけ              |                            |
| 18   | 9月7日         | 285系サンライズエクスプレス 新世代の寝台電車を開発せよ             |                            |
| 19   | 9月21日        | 大阪万博 波動輸送 2200万人の輸送を成功させよ                       |                            |
| 20   | 10月5日        | 近鉄ビスタカー 災いを転じて福と成せ                                |                            |
| 21   | 10月19日       | JR東海300系新幹線 東京-新大阪2時間30分を実現せよ                   |                            |
| 22   | 11月2日        | 営団300形 鉄道車両技術の再生"失われた10年"を取り戻せ               |                            |
| 23   | 11月16日       | 阪急梅田駅 私鉄最大のターミナル駅を造れ                            |                            |
| 24   | 11月30日       | 東急8090系 独自のステンレスカーを開発せよ                          |                            |
| 25   | 12月14日       | 京成スカイライナー 成田空港に特急を走らせよ                        |                            |
| 26   | 12月27日       | 国鉄153系東海形 東海道本線黄金時代を飾った電車急行                 |                            |
| 27   | 2022年 1月11日 | 京浜急行電鉄 日野原保物語 高密度ダイヤ・高速度運転の限界に挑戦せよ |                            |
| 28   | 1月25日        | 御殿場線と丹那トンネル 箱根の山を克服せよ                          |                            |
| 29   | 2月8日         | 西武鉄道5000系 その後の物語 初代レッドアロー富山での復活           |                            |
| 30   | 2月22日        | 動力近代化計画 未来へ向けて 国鉄一大プロジェクト                   |                            |

| 号数 | 発売日         | 特集                                                                     |
| ---- | -------------- | ------------------------------------------------------------------------ |
| 31   | 2022年 3月8日  | 小田急NSE車 グレードアップを遂げるロマンスカー                           |
| 32   | 3月22日        | 京阪テレビカー 時代に合わせたサービスで勝負せよ                          |
| 33   | 4月5日         | 大井川鐵道 保存鉄道のパイオニア                                          |
| 34   | 4月19日        | 京浜急行電鉄を陰で支えた男の物語 安全マネジメントを確立せよ              |
| 35   | 5月2日         | キハ85系 特急ワイドビューひだ パノラマ特急で未来を拓け                   |
| 36   | 5月17日        | 富山ライトレール LRTで地方都市の未来を切り拓け                           |
| 37   | 5月31日        | 小田急VSE車 ロマンスカーの伝統を継承せよ                                 |
| 38   | 6月14日        | 阪神なんば線 悲願の大阪ミナミ乗り入れを実現せよ                          |
| 39   | 6月28日        | 札幌市営地下鉄南北線 北の大地に地下鉄を走らせよ                          |
| 40   | 7月12日        | M250系 スーパーレールカーゴ 初のコンテナ電車列車を開発せよ               |
| 41   | 7月26日        | 新幹線200系 極寒・豪雪に耐える新幹線をつくれ!                            |
| 42   | 8月9日         | JR四国2000系気動車 気動車に振り子を搭載せよ                              |
| 43   | 8月23日        | 熊本市交通局9700形 日本初の超低床車で路面電車を復興せよ                  |
| 44   | 9月6日         | 東急5000系 超軽量新型車両を開発せよ                                      |
| 45   | 9月20日        | 関門トンネル 本州と九州を線路で繋げ                                      |
| 46   | 10月4日        | 鉄道の父 井上勝物語 日本に鉄道を敷設せよ                                 |
| 47   | 10月18日       | 国鉄14系・24系客車 第二世代のブルートレインを確立せよ!                   |
| 48   | 11月1日        | いすみ鉄道 キハ52 よみがえれ 昭和の憧憬                                  |
| 49   | 11月15日       | 高千穂線 悲運の物語 九州横断鉄道を取り戻せ                               |
| 50   | 11月29日       | 鉄道技術者 三木忠直 新幹線を作った男のもう一つの物語                     |
| 51   | 12月13日       | 国鉄155系電車 修学旅行専用の車両を開発せよ                               |
| 52   | 12月26日       | 相鉄・都心直通プロジェクト 悲願の都心直通を実現せよ                      |
| 53   | 2023年 1月10日 | 9600形蒸気機関車 欧米諸国に負けぬ蒸気機関車を開発せよ                    |
| 54   | 1月24日        | 国鉄DD53形ディーゼル機関車 豪雪地帯の雪を吹き飛ばせ                      |
| 55   | 2月7日         | JR東日本 山形新幹線「つばさ」400系 在来線に乗り入れろ!日本初のミニ新幹線 |
| 56   | 2月21日        | 南海ズームカー 大運転を制せ!                                             |
| 57   | 3月7日         | 新幹線100系 アコモデーション改良で0系に変わる顔をつくれ!                 |
| 58   | 3月20日        | 国鉄キハ391形 気動車新時代を目指した幻のガスタービン動車                 |
| 59   | 4月4日         | JR東日本E351系「スーパーあずさ」 中央東線を高速化せよ!                   |
| 60   | 4月18日        | マニ34・30形 極秘裏に現金を輸送せよ                                      |

| 号数 | 発売日        | 特集                                                              |
| ---- | ------------- | ----------------------------------------------------------------- |
| 61   | 2023年 5月1日 | 国鉄 EF58形電気機関車 電化の時代をけん引せよ                      |
| 62   | 5月16日       | 阪神ジェットカー 高加速、高減速の普通車を開発せよ                 |
| 63   | 5月30日       | 国鉄711系電車 極寒の北の大地を電化せよ                            |
| 64   | 6月13日       | 地下鉄誕生の物語 東京の地下に電車を走らせよ                       |
| 65   | 6月27日       | 余部鉄橋 陸の孤島を鉄路で繋げ                                     |
| 66   | 7月11日       | 783系ハイパーサルーン 九州で特急車両を開発せよ                    |
| 67   | 7月25日       | 青函連絡船 北海道と本州をつないだ海の鉄路                         |
| 68   | 8月8日        | 食堂車の歴史 旅を楽しむ食堂車を作れ                               |
| 69   | 8月22日       | 京王5000系 通勤用電車にも冷房を                                   |
| 70   | 9月5日        | 国鉄157系日光形 日光線を電車でスピードアップせよ                  |
| 71   | 9月19日       | 広島電鉄 グリーンムーバーマックス 国産初の超低床車両を開発せよ    |
| 72   | 10月3日       | 5方面作戦 空前絶後・東京圏の通勤鉄道網を改善せよ!                 |
| 73   | 10月17日      | 京急800形 ラッシュの切り札となる普通列車をつくれ!                 |
| 74   | 10月31日      | 名鉄5000系・5500系 大衆冷房車でライバルに対抗せよ                 |
| 75   | 11月14日      | 東急デハ200形 新時代の画期的な路面電車を作れ                      |
| 76   | 11月28日      | 特急「つばめ」 日本を代表する列車愛称名                           |
| 77   | 12月12日      | 能勢電鉄 時代の荒波に負けない!不屈のローカル線                    |
| 78   | 12月26日      | 智頭急行 100年越しの悲願 智頭に特急を走らせろ                     |
| 79   | 2024年 1月9日 | 関西新快速と117系電車 京阪神の熾烈な覇権争い                      |
| 80   | 1月23日       | キハ183系 豪雪に勝つ寒冷地用特急気動車を開発せよ                  |
| 81   | 2月6日        | 流電モハ52系 流線形のトップスター                                 |
| 82   | 2月20日       | 北大阪急行 4000万人の万博輸送を成功させろ                         |
| 83   | 3月5日        | 伊豆急2100系 リゾート21 乗って楽しいリゾート列車を作れ            |
| 84   | 3月19日       | 近鉄二代目ビスタカー 名阪特急の完成形を造れ!                      |
| 85   | 4月2日        | 国鉄キハ01系気動車「レールバス」ローカル専用の超小型車両をつくれ! |
| 86   | 4月16日       | 南海50000系ラピート 空港線のエースとなれ!                         |
| 87   | 4月30日       | JR西日本221系 アーバンネットワークの勝者となれ                    |
| 88   | 5月14日       | JR東海371系あさぎり 新型特急で都心へ乗り入れろ                    |
| 89   | 5月28日       | JR東海383系 より速く快適に!振子式電車を進化させよ!                |
| 90   | 6月11日       | 国鉄EF66形電気機関車 最強で高速の電気機関車を作れ                 |

| 号数 | 発売日         | 特集                                                                |
| ---- | -------------- | ------------------------------------------------------------------- |
| 91   | 2024年 6月25日 | 新幹線E5系 東北新幹線のさらなる高速化を目指せ!                      |
| 92   | 7月9日         | D52形蒸気機関車 最強の決戦機関車を開発せよ                          |
| 93   | 7月23日        | 111・113系電車 通勤・近郊輸送を支えたロングセラー                   |
| 94   | 8月6日         | コンピュータ・マルスの誕生 世界初の列車の座席予約システム           |
| 95   | 8月20日        | JR東日本651系電車 特急電車の新時代を切り拓け                        |
| 96   | 9月3日         | 国鉄201系電車 第2世代通勤形電車をつくれ!                            |
| 97   | 9月17日        | JR東海HC85系 ハイブリッドの国内最速を目指せ                         |
| 98   | 10月1日        | よんさんとお 白紙ダイヤ改正 日本鉄道史の分水嶺                      |
| 99   | 10月15日       | 国鉄165系 国鉄急行形電車の決定版                                    |
| 100  | 10月29日       | 西武5000系レッドアロー号 都心と秩父を短時間で結べ                   |
| 101  | 11月12日       | 新幹線 E2系 連続する急勾配を克服せよ!                               |
| 102  | 11月26日       | 国鉄401系・421系電車 交直両用の電車を開発せよ                       |
| 103  | 12月10日       | ロマンスカー 小田急60000形MSE 日本初の地下鉄内座席指定特急をつくれ! |
| 104  | 12月24日       | 国鉄DD54形ディーゼル機関車 海外の技術を活かせ!                      |
| 105  | 2025年 1月7日  | 湘南モノレール 湘南の空にモノレールを走らせろ                       |
| 106  | 1月21日        | C11形蒸気機関車 短距離・高頻度で走るタンク機関車をつくれ!           |
| 107  | 2月4日         | 国鉄E10形蒸気機関車 時代に翻弄された最後のSL                        |
| 108  | 2月18日        | 箱根登山鉄道 天下の険を電車で登れ!                                  |
| 109  | 3月4日         | 国鉄EF63形電気機関車 粘着式の碓氷峠専用機関車を開発せよ             |
| 110  | 3月18日        | 成田エクスプレス 空港アクセス鉄道を実現せよ                         |
| 111  | 4月1日         | キハ185系 国鉄最後の特急気動車                                      |
| 112  | 4月15日        | タンク車 タキ9900形 車長を伸ばさずにタンクを大容量化せよ            |
| 113  | 4月28日        | C51形蒸気機関車と島安次郎 大正のエポックメーキング                  |
| 114  | 5月13日        | 日立製作所 笠戸事業所 開拓者精神で未来を拓け!                       |
| 115  | 5月27日        | JR東日本サロ213 通勤電車に2階建て車両をつくれ                       |
| 116  | 6月10日        | JR東海373系特急電車 全路線の基準となる電車を開発せよ                |
| 117  | 6月24日        | C53形蒸気機関車と若き島秀雄 鉄路の継承                              |
| 118  | 7月8日         | 自動連結器 世界を驚かせた一斉交換                                   |
| 119  | 7月22日        | 沖縄都市モノレール ゆいレール 沖縄に鉄道を走らせろ                  |
| 120  | 8月5日         | 弾丸列車計画 島親子 執念の広軌鉄道                                  |